# Trofeo Mundial de Rugby Juvenil 2011
El Trofeo Mundial de Rugby Juvenil 2011 fue la cuarta edición del torneo que estuvo organizado por la IRB (hoy World Rugby) y se celebró en Tiflis, Georgia. Samoa al coronarse campeón ascendió al Campeonato Mundial del año 2012.

## Equipos participantes
| - Selección juvenil de rugby de Estados Unidos - Selección juvenil de rugby de Rusia - Selección juvenil de rugby de Samoa - Selección juvenil de rugby de Uruguay | - Selección juvenil de rugby de Canadá - Selección juvenil de rugby de Georgia - Selección juvenil de rugby de Japón - Selección juvenil de rugby de Zimbabue |

## Grupo A

### Posiciones[4]
| Pos. | Equipo         | Encuentros | Encuentros | Encuentros | Encuentros | Tantos  | Tantos    | Tantos     | Puntos Bonus | Puntos Totales |
| Pos. | Equipo         | jugados    | ganados    | empatados  | perdidos   | a favor | en contra | diferencia | Puntos Bonus | Puntos Totales |
| ---- | -------------- | ---------- | ---------- | ---------- | ---------- | ------- | --------- | ---------- | ------------ | -------------- |
| 1    | Samoa          | 3          | 3          | 0          | 0          | 135     | 31        | + 104      | 3            | 15             |
| 2    | Uruguay        | 3          | 2          | 0          | 1          | 72      | 47        | + 25       | 1            | 9              |
| 3    | Rusia          | 3          | 1          | 0          | 2          | 61      | 119       | - 58       | 1            | 5              |
| 4    | Estados Unidos | 3          | 0          | 0          | 3          | 52      | 123       | - 71       | 2            | 2              |

Nota: Se otorgan 4 puntos al equipo que gane un partido y 2 al que empate
Puntos Bonus: 1 punto por convertir 4 tries o más en un partido y 1 al equipo que pierda por no más de 7 tantos de diferencia
|  | Juega por el 1º puesto |

|  | Juega por el 3º puesto |

|  | Juega por el 5º puesto |

|  | Juega por el 7º puesto |

### Resultados

#### Primera fecha[5]
| 24 de mayo | Samoa | 48 - 11 | Estados Unidos | Avchala Stadium, Tbilisi |  |
|            |       | Reporte |                |                          |  |

| 24 de mayo | Rusia | 5 - 33  | Uruguay | Avchala Stadium, Tbilisi |  |
|            |       | Reporte |         |                          |  |

#### Segunda fecha
| 28 de mayo | Samoa | 37 - 6  | Uruguay | Shevardeni Stadium, Tbilisi |  |
|            |       | Reporte |         |                             |  |

| 28 de mayo | Rusia | 42 - 36 | Estados Unidos | Avchala Stadium, Tbilisi |  |
|            |       | Reporte |                |                          |  |

#### Tercera fecha
| 1 de junio | Uruguay | 33 - 5  | Estados Unidos | Avchala Stadium, Tbilisi |  |
|            |         | Reporte |                |                          |  |

| 1 de junio | Samoa | 50 - 14 | Rusia | Avchala Stadium, Tbilisi |  |
|            |       | Reporte |       |                          |  |

## Grupo B

### Posiciones[6]
| Pos. | Equipo   | Encuentros | Encuentros | Encuentros | Encuentros | Tantos  | Tantos    | Tantos     | Puntos Bonus | Puntos Totales |
| Pos. | Equipo   | jugados    | ganados    | empatados  | perdidos   | a favor | en contra | diferencia | Puntos Bonus | Puntos Totales |
| ---- | -------- | ---------- | ---------- | ---------- | ---------- | ------- | --------- | ---------- | ------------ | -------------- |
| 1    | Japón    | 3          | 3          | 0          | 0          | 96      | 53        | + 43       | 2            | 14             |
| 2    | Georgia  | 3          | 2          | 0          | 1          | 102     | 57        | + 45       | 2            | 10             |
| 3    | Canadá   | 3          | 1          | 0          | 2          | 73      | 91        | - 18       | 1            | 5              |
| 4    | Zimbabue | 3          | 0          | 0          | 3          | 66      | 136       | - 70       | 0            | 0              |

Nota: Se otorgan 4 puntos al equipo que gane un partido y 2 al que empate
Puntos Bonus: 1 punto por convertir 4 tries o más en un partido y 1 al equipo que pierda por no más de 7 tantos de diferencia
|  | Juega por el 1º puesto |

|  | Juega por el 3º puesto |

|  | Juega por el 5º puesto |

|  | Juega por el 7º puesto |

### Resultados

#### Primera fecha
| 24 de mayo | Japón | 37 - 24 | Zimbabue | Shevardeni Stadium, Tbilisi |  |
|            |       | Reporte |          |                             |  |

| 24 de mayo | Georgia | 38 - 9  | Canadá | Avchala Stadium, Tbilisi |  |
|            |         | Reporte |        |                          |  |

#### Segunda fecha
| 28 de mayo | Japón | 30 - 15 | Canadá | Avchala Stadium, Tbilisi |  |
|            |       | Reporte |        |                          |  |

| 28 de mayo | Georgia | 50 - 19 | Zimbabue | Avchala Stadium, Tbilisi |  |
|            |         | Reporte |          |                          |  |

#### Tercera fecha
| 1 de junio | Canadá | 49 - 23 | Zimbabue | Shevardeni Stadium, Tbilisi |  |
|            |        | Reporte |          |                             |  |

| 1 de junio | Georgia | 14 - 29 | Japón | Avchala Stadium, Tbilisi |  |
|            |         | Reporte |       |                          |  |

## Finales[7]

### 7º puesto
| 5 de junio | Estados Unidos | 30 - 29 | Zimbabue | Shevardeni Stadium, Tbilisi |  |
|            |                | Reporte |          |                             |  |

### 5º puesto
| 5 de junio | Rusia | 24 - 49 | Canadá | Avchala Stadium, Tbilisi |  |
|            |       | Reporte |        |                          |  |

### 3º puesto
| 5 de junio | Uruguay | 15 - 20 | Georgia | Avchala Stadium, Tbilisi |  |
|            |         | Reporte |         |                          |  |

### 1º puesto
| 5 de junio | Samoa | 31 - 24 | Japón | Avchala Stadium, Tbilisi |  |
|            |       | Reporte |       |                          |  |

| Bandera de Samoa |
| Campeón Samoa    |
| Primer título    |

## Posiciones finales[8]
| Posición | Selección      |
| -------- | -------------- |
| 1        | Samoa          |
| 2        | Japón          |
| 3        | Georgia        |
| 4        | Uruguay        |
| 5        | Canadá         |
| 6        | Rusia          |
| 7        | Estados Unidos |
| 8        | Zimbabue       |